# Hazem Emam (cầu thủ bóng đá, sinh 1988)
Hazem Emam (tiếng Ả Rập: حازم إمام; sinh ngày 7 tháng 9 năm 1988) là một cầu thủ bóng đá người Ai Cập thi đấu cho Zamalek SC ở vị trí Hậu vệ phải.

## Sự nghiệp câu lạc bộ
Emam thi đấu toàn bộ sự nghiệp ở Zamalek. Anh có màn ra mắt đội một năm 2008 với huấn luyện viên Hossam Hassan. Emam cũng ghi bàn thắng quyết định vào lưới Smouha ở Chung kết Cúp bóng đá Ai Cập 2014. Mùa giải 2014-2015 anh là đội trưởng.

## Sự nghiệp quốc tế
Hazem Emam từng đại diện Đội tuyển bóng đá quốc gia Ai Cập, có màn ra mắt trước Malawi vào ngày 29 tháng 12 năm 2009. Anh cũng nằm trong danh sách đội tuyển quốc gia Ai Cập tham dự Vòng loại giải vô địch bóng đá thế giới 2014 khu vực châu Phi.

## Danh hiệu
Zamalek SC
- Giải bóng đá ngoại hạng Ai Cập: 2014-15
- Cúp bóng đá Ai Cập: 2007-08, 2012–13, 2013-14, 2014-15, 2017–18